# Kramfors-Alliansen
Kramfors-Alliansen ist ein 1904 gegründeter schwedischer Sportklub aus Kramfors, der vor allem für seine Eishockeyabteilung bekannt ist. Die Mannschaft spielt in der Division 2.

## Geschichte
Kramfors-Alliansen wurde 1904 gegründet. Der Verein hat Abteilungen in den Sportarten Basketball, Eishockey, Fußball, Gewichtheben, Handball, Leichtathletik, Orientierungslauf, Ringen, Schwimmen, Skilanglauf, Tischtennis und Turnen. Bis 1992 wurde unter anderem auch Tennis angeboten.
Die Eishockeymannschaft spielte erstmals in der Saison 1975/76 in der damals noch zweitklassigen Division 1. Ebenfalls zweitklassig spielte die Mannschaft von 1981 bis 1983. Seit der Jahrtausendwende trat das Team zunächst in der mittlerweile drittklassigen Division 1 an, stieg aber inzwischen in die viertklassige Division 2 ab.

## Bekannte ehemalige Spieler
- Mike Danton
- Magnus Wernblom
- Bill Keenan
- Adrian Kempe